# Solenopsis clytemnestra
Solenopsis clytemnestra är en myrart som beskrevs av Carlo Emery 1896. Solenopsis clytemnestra ingår i släktet eldmyror, och familjen myror.

## Underarter
Arten delas in i följande underarter:
- S. c. bruchi
- S. c. clytemnestra
- S. c. leda
- S. c. orestes
- S. c. strangulata

## Bildgalleri

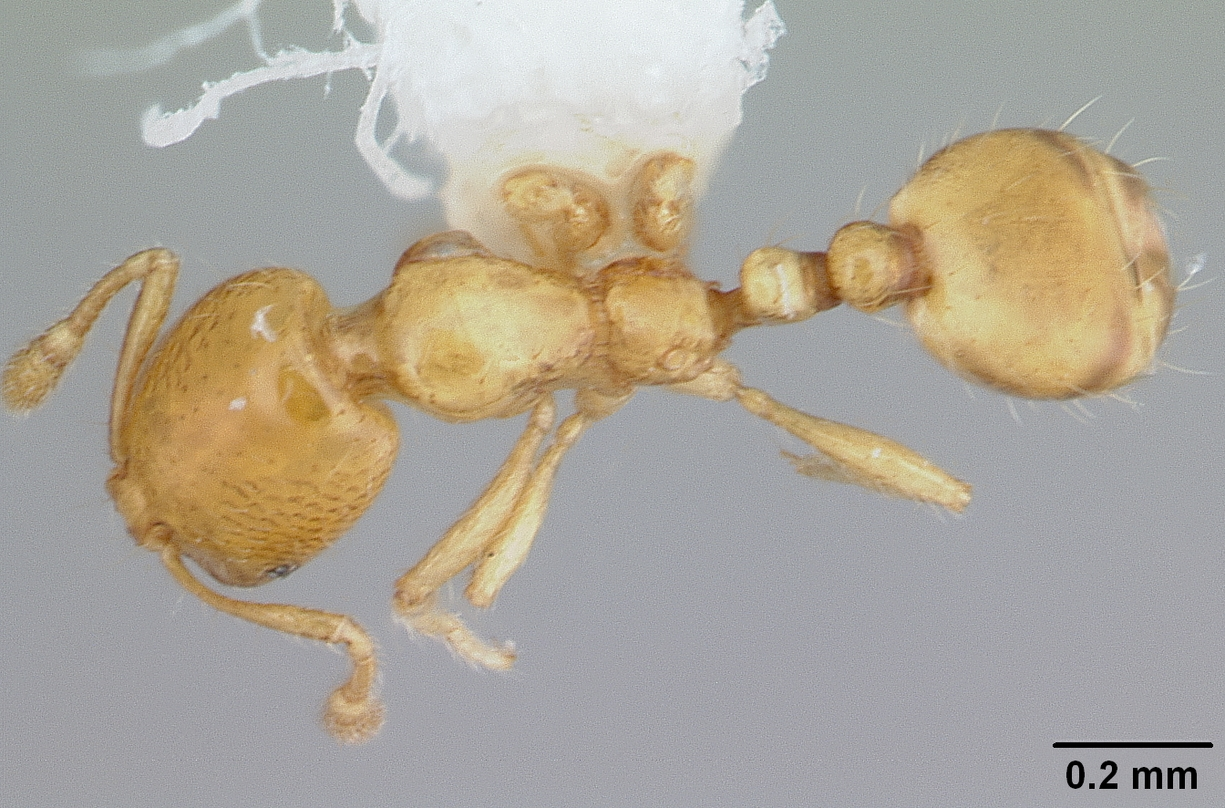
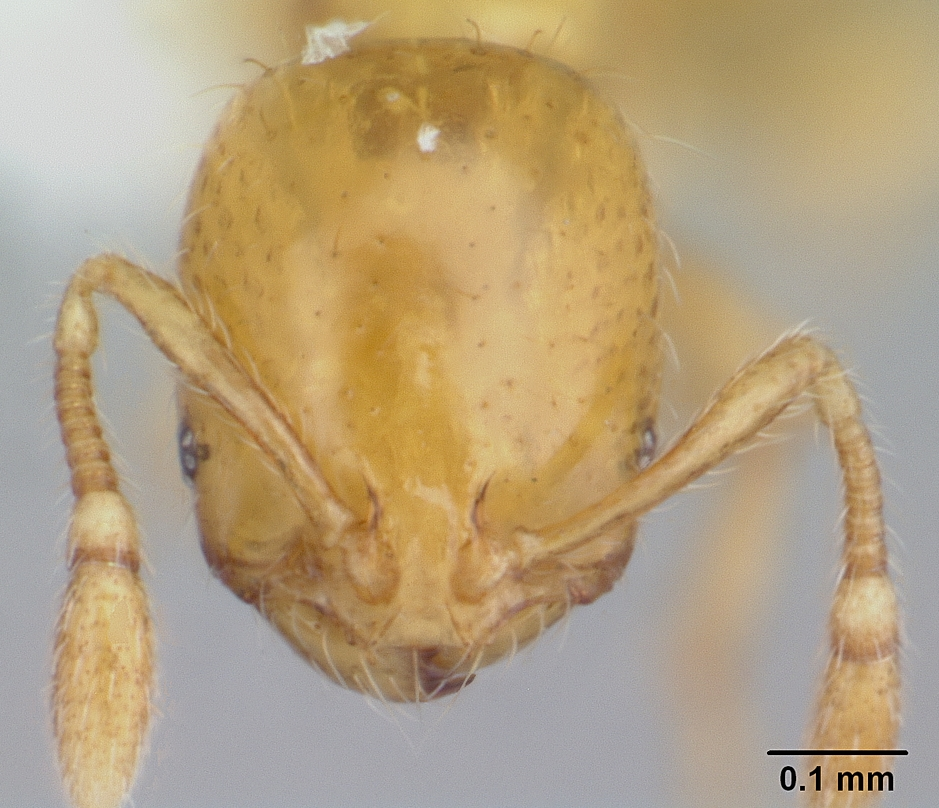
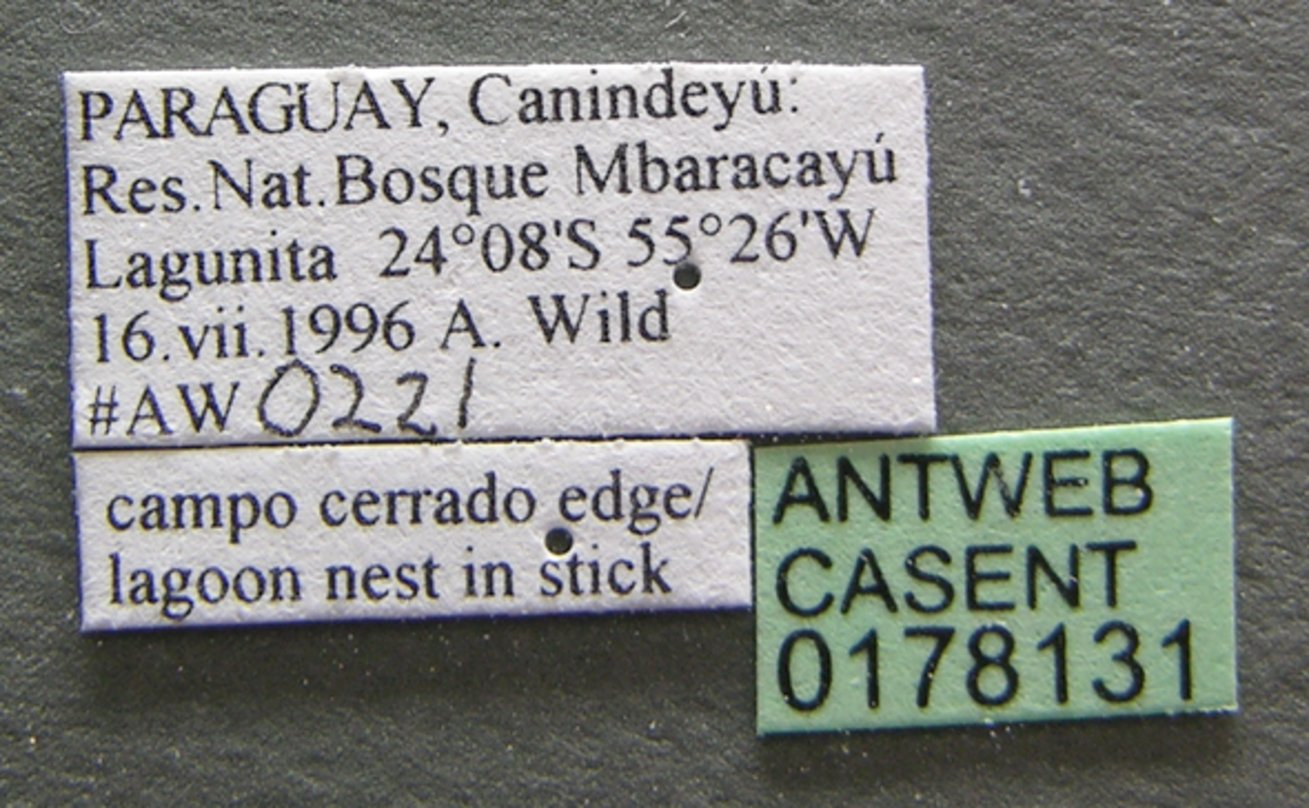
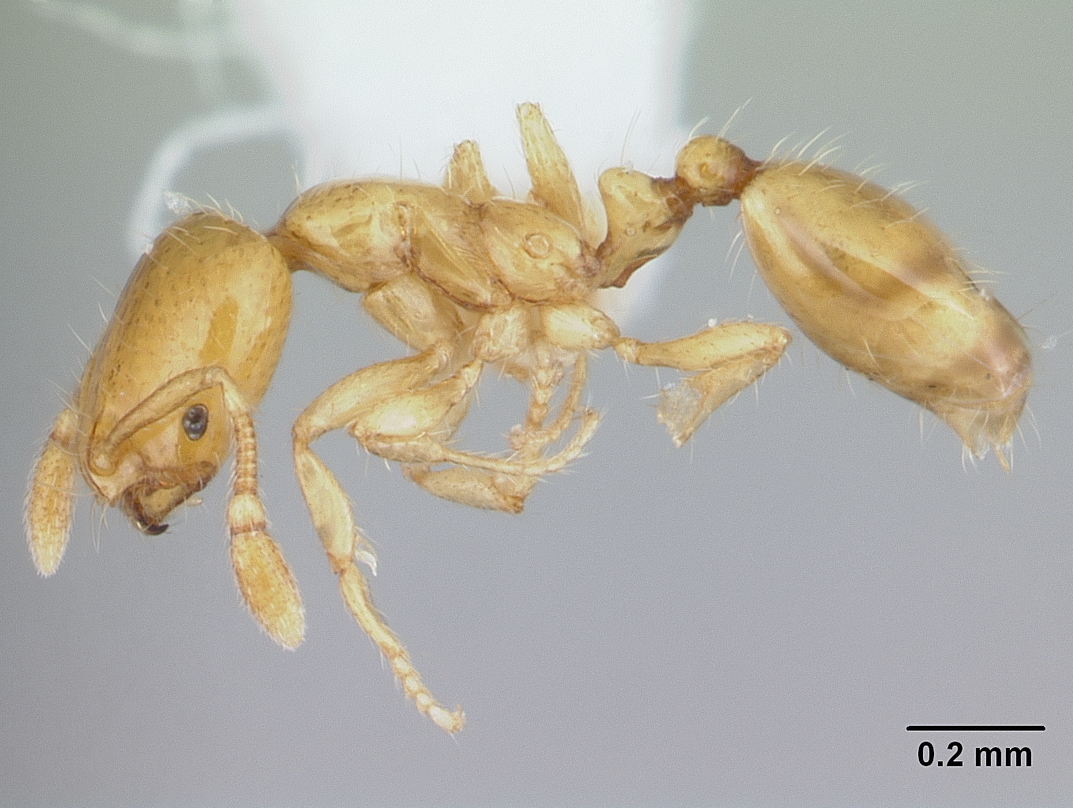